# Аджей, Реймонд
Реймонд Овусу Амеяу Аджей (швед. Raymond Owusu Ameyaw Adjei; род. 10 февраля 2004) — шведский футболист, защитник «Эстера».

## Клубная карьера
На юношеском уровне выступал за «Мальмё». В академии сначала выступал в качестве центрального полузащитника, а затем перешёл на позицию правого защитника. Осенью 2021 года выступал за клуб в Юношеской лиге УЕФА. В августе 2022 года впервые сыграл за основную команду. В матче второго раунда кубка Швеции с «Броландой» вышел на замену на 80-й минуте вместо Хуго Ларссона. В декабре того же года на правах аренды на сезон 2023 года перешёл в «Олимпик» из Мальмё.
В январе 2024 года стал игроком «Эстера». Вместе с клубом по итогам сезона занял второе место в турнирной таблице Суперэттана и вышел в Алльсвенскан. 24 апреля 2025 года в игре «Юргорденом» дебютировал в чемпионате Швеции, появившись на поле на 88-й минуте вместо Тату Варманена.

## Карьера в сборной
В составе юношеской сборной Швеции до 17 лет проходил тренировочные сборы в 2021 и 2022 годах.
В сборной до 19 лет провёл три товарищеские встречи.

## Клубная статистика
| Выступление      | Выступление      | Выступление      | Лига | Лига | Кубки | Кубки | Конт. кубки | Конт. кубки | Итого | Итого |
| Клуб             | Лига             | Сезон            | Игры | Голы | Игры  | Голы  | Игры        | Голы        | Игры  | Голы  |
| ---------------- | ---------------- | ---------------- | ---- | ---- | ----- | ----- | ----------- | ----------- | ----- | ----- |
| Мальмё           | Алльсвенскан     | 2022             | 0    | 0    | 1     | 0     | 0           | 0           | 1     | 0     |
| Мальмё           | Итого            | Итого            | 0    | 0    | 1     | 0     | 0           | 0           | 1     | 0     |
| → Олимпик        | Дивизион 1       | 2023             | 18   | 0    | 0     | 0     | 0           | 0           | 18    | 0     |
| → Олимпик        | Итого            | Итого            | 18   | 0    | 0     | 0     | 0           | 0           | 18    | 0     |
| Эстер            | Суперэттан       | 2024             | 7    | 0    | 3     | 0     | 0           | 0           | 10    | 0     |
| Эстер            | Алльсвенскан     | 2025             | 3    | 0    | 2     | 0     | 0           | 0           | 5     | 0     |
| Эстер            | Итого            | Итого            | 10   | 0    | 5     | 0     | 0           | 0           | 15    | 0     |
| Всего за карьеру | Всего за карьеру | Всего за карьеру | 28   | 0    | 6     | 0     | 0           | 0           | 34    | 0     |